# Головастикова, Мария Ефимовна
Мария Ефимовна Головастикова (14 апреля 1920, Воронежская губерния — 12 октября 2003, Москва) — советский бригадир совхоза имени М. Горького Люберецкого района Московской области, хозяйственный, государственный и политический деятель. Герой Социалистического Труда (1966).

## Биография
Родился 14 апреля 1920 года в Воронежской губернии. По национальности — русская.
С 1936 года — на хозяйственной, общественной и политической работе. В 1936—1975 гг. — работница, а затем бригадир овощеводческой бригады совхоза имени М. Горького Ухтомского/Люберецкого района Московской области. В 1966 году – делегат XXII съезда КПСС.
С 1971 года стала персональной пенсионеркой союзного значения, а также продолжала трудиться в совхозе. В последние годы жизни проживала в Москве. 
Скончалась 12 октября 2003 года на 84-м году жизни в Москве. Похоронена на Кузьминском кладбище.

## Звания и награды
- Герой Социалистического Труда — указом Президиума Верховного Совета СССР от 30 апреля 1966 года за успехи, достигнутые в увеличении производства и заготовок картофеля, овощей, плодов Головастиковой Марии Ефимовне присвоено звание Героя Социалистического Труда с вручением ордена Ленина и золотой медали «Серп и Молот»[1].
- Орден Ленина (три)[1].
- Медаль «За трудовую доблесть» (три)[1].
- Другие награды[1].